# Pauline Starke
Pour les articles homonymes, voir Starke (homonymie).
Pauline Starke est une actrice américaine née le 10 janvier 1901 à Joplin, Missouri (États-Unis), décédée le 3 février 1977 à Santa Monica (Californie).

## Biographie
En 1916, elle commença sa carrière cinématographique dans un film de Griffith Intolerance. Elle continua à tourner sous la direction de Frank Borzage
En 1922, elle fut sélectionnée parmi les WAMPAS Baby Stars comme future actrice en devenir. Elle tourna jusqu'en 1935. Elle fut surtout une actrice du cinéma muet.
Elle se maria avec le producteur de cinéma Jack White dont elle divorça dans les années 1930. Elle se remaria avec l'acteur George Sherwood.

## Filmographie
- 1914 : The Claws of Green

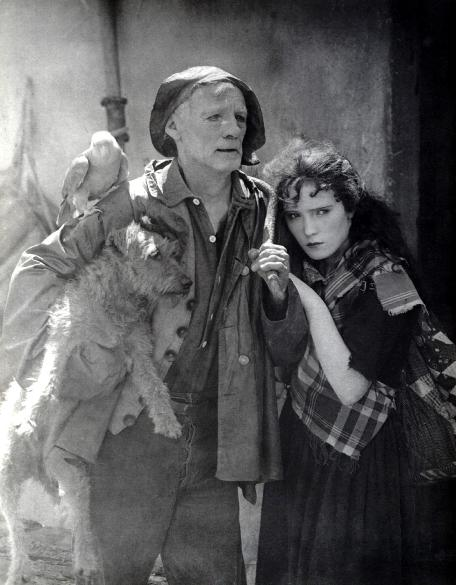
Ward Caulfield et Pauline Starke dans Irish Eyes (1918)

- 1916 : Intolérance (Intolerance: Love's Struggle Throughout the Ages) de D. W. Griffith : Favorite du harem
- 1916 : Puppets de Tod Browning : Columbine
- 1916 : The Rummy : la fille
- 1916 : The Wharf Rat de Chester Withey : Flo
- 1917 : Cheerful Givers de Paul Powell : Abigail Deady
- 1917 : Madame Bo-Peep de Chester Withey : Juanita
- 1917 : The Regenerates de E. Mason Hopper : Nora Duffy
- 1917 : Le Piège (Until They Get Me) de Frank Borzage : Margy
- 1918 : The Argument de Walter Edwards : Wyllis Hyde
- 1918 : Le Premier Pas (The Shoes That Danced) de Frank Borzage : Rhoda Regan
- 1918 : Innocent's Progress de Frank Borzage : Tessa Fayne
- 1918 : The Man Who Woke Up : Edith Oglesby
- 1918 : Alias Mary Brown de William C. Dowlan et Henri D'Elba : Betty
- 1918 : Daughter Angele de William C. Dowlan : Angele
- 1918 : The Atom de William C. Dowlan : Jenny
- 1918 : Irish Eyes de William C. Dowlan : Pegeen O'Barry
- 1919 : Ceux que les dieux détruiront (Whom the Gods Would Destroy) de Frank Borzage : Julie
- 1919 : The Fall of Babylon : Favorite du harem
- 1919 : La Ligne de vie (The Life Line) de Maurice Tourneur : Ruth Heckett
- 1919 : Le Voile de l'avenir (Eyes of Youth) d'Albert Parker : Rita Ashling
- 1919 : Le Papillon brisé (The Broken Butterfly) de Maurice Tourneur : Marcene Elliot
- 1919 : Le Dictateur (Soldiers of Fortune) d'Allan Dwan : Hope Langham
- 1920 : The Little Shepherd of Kingdom Come : Melissa
- 1920 : Dangerous Days : Delight Haverford
- 1920 : The Courage of Marge O'Doone de David Smith : Marge O'Doone
- 1920 : Seeds of Vengeance : Ellen Daw
- 1920 : Le Siffleur tragique (The Untamed) d'Emmett J. Flynn : Kate Cumberland
- 1921 : Le Fils de l'oncle Sam chez nos aïeux (A Connecticut Yankee in King Arthur's Court) d'Emmett J. Flynn : Sandy
- 1921 : Snowblind : la fille
- 1921 : Salvation Nell (en) : Nell Sanders
- 1921 : The Forgotten Woman : Dixie LaRose
- 1921 : Wife Against Wife : Gabrielle Gautier
- 1921 : The Flower of the North : Jeanne D'Arcambal
- 1922 : My Wild Irish Rose : Moya
- 1922 : If You Believe It, It's So : Alvah Morley, une campagnarde
- 1922 : The Kingdom Within : Emily Preston
- 1923 : Un drame en Polynésie (Lost and Found on a South Sea Island) de Raoul Walsh : Lorna
- 1923 : Little Church Around the Corner : Hetty
- 1923 : The Little Girl Next Door : Mary Slocum
- 1923 : His Last Race : la femme de Denny
- 1923 : In the Palace of the King : Inez Mendoza
- 1923 : Eyes of the Forest : Ruth Melier
- 1924 : Arizona Express : Katherine Keith
- 1924 : Missing Daughters : Pauine Hinton
- 1924 : Dante's Inferno : Nurse Marjorie Vernon
- 1924 : Les Cœurs de chêne (Hearts of Oak) de John Ford : Chrystal
- 1924 : Paradis défendu (Forbidden Paradise) d'Ernst Lubitsch : Anna
- 1925 : Le Cargo infernal (The Devil's Cargo) de Victor Fleming : Far Sampson
- 1925 : Le Sans-Patrie (The Man Without a Country) de Rowland V. Lee : Anne Bissell
- 1925 : L'Aventure (Adventure) de Victor Fleming : Joan Lackland
- 1925 : Sun-Up d'Edmund Goulding : Emmy
- 1925 : Bright Lights (A Little Bit of Broadway) : Patsy Delaney
- 1926 : Honesty - The Best Policy : Mary Kay
- 1926 : War Paint : Polly Hopkins
- 1926 : Love's Blindness : Vanessa Levy
- 1927 : Women Love Diamonds d'Edmund Goulding : Mavis Ray
- 1927 : Captain Salvation : Bess Morgan
- 1927 : Dance Magic : Johala Chandler
- 1927 : Streets of Shanghai de Louis J. Gasnier : Mary Sanger
- 1928 : Les Vikings (The Viking) de Roy William Neill : Helga Nilsson
- 1929 : Man, Woman and Wife : Julia / Rita
- 1929 : L'Île mystérieuse (The Mysterious Island) de Lucien Hubbard
- 1930 : A Royal Romance : Comtesse von Baden
- 1930 : What Men Want : Lee
- 1935 : Twenty Dollars a Week : Sally Blair
- 1941 : She Knew All the Answers : la femme guindée

## Distinction
- 1922 : WAMPAS Baby Stars